# 伊奧利亞人
伊奧利亞人（/iːˈoʊliənz/）是古希臘傳統的四個民族之一，與亞該亞人、多利安人、愛奧尼亞人並列。傳說是希臘神話中赫楞之子伊奧洛斯的後裔。原本居住在埃托利亞、洛克里斯等地，在多利安人入侵時期伊奧利亞人移居到列斯伏斯島以及安納托利亞的伊奧利亞。